# Fear of the Dark (singel)
Fear of the Dark (ang. lęk przed ciemnością) – dwudziesty szósty singel brytyjskiej heavymetalowej grupy Iron Maiden.
Okładka przedstawia maskotkę Iron Maiden, Eddiego, grającą na gitarze basowej. Prawdopodobnie Eddie wciela się tu w rolę Steve’a Harrisa – instrument postaci na okładce jest łudząco podobny do Fender Precision Bassu lidera zespołu.
Tytułowy utwór pierwotnie zamieszczony został na albumie studyjnym Fear of the Dark oraz na albumie koncertowym A Real Live One. Opowiada on o lęku przed ciemnością, który przeradza się z czasem w paniczny strach – jest to przenośnia do obawy przed popadnięciem w szaleństwo, które dotyka wielu ludzi w niektórych momentach ich życia. Nagranie pochodzi z 5 lipca 1992 z Ishallen w Helsinkach (Finlandia).
Druga ścieżka – „Bring Your Daughter… …To the Slaughter” (z ang. zaprowadź swoją córkę… …na rzeź) – to kompozycja autorstwa Bruce’a Dickinsona zamieszczona wcześniej na singlu o tym samym tytule oraz albumach No Prayer for the Dying i A Real Live One. Pierwsza wersja piosenki, nagrana solowo przez Dickinsona, znajdowała się w ścieżce dźwiękowej piątej części filmu Koszmar z ulicy Wiązów. Tytułowa rzeź stanowi tutaj dość wulgarną, seksualną przenośnię. Utwór, podobnie jak powyższy, został nagrany 5 lipca 1992 w Helsinkach.
„Hooks in You” (ang. haki w tobie) jest utworem oryginalnie zamieszczonym na płycie No Prayer for the Dying. Jest to ostatnia kompozycja Adriana Smitha przed jego odejściem z Iron Maiden. Opowiada o relacji z kobietą, która nie może bądź nie chce odwzajemniać okazywanych jej uczuć. Ścieżkę zarejestrowano 17 grudnia 1990 w Londynie (Wielka Brytania) na stadionie Wembley. W wyemitowanym 1 stycznia 2013 roku na antenie Programu Trzeciego Polskiego Radia 19. Topie Wszech Czasów utwór zadebiutował na 74. miejscu.
W kwietniu 2022 „Fear of the Dark” w Polsce uzyskał certyfikat złotej płyty.

## Lista utworów
1. „Fear of the Dark (live)” (Steve Harris) – 7:11
2. „Bring Your Daughter… …To the Slaughter (live)” (Bruce Dickinson) – 5:17
3. „Hooks in You (live)” (Bruce Dickinson, Adrian Smith) – 4:06

## Twórcy
- Bruce Dickinson – śpiew
- Dave Murray – gitara
- Janick Gers – gitara, podkład wokalny
- Steve Harris – gitara basowa, podkład wokalny
- Nicko McBrain – perkusja